# День холостяків у Китаї
День холостяків (спрощ.: 光棍节; кит. трад.: 光棍節, англ. Singles' Day, або Double 11, спрощ.: 双11) — неофіційне китайське сучасне свято, що відзначається 11 листопада. Присвячене людям, які не перебувають у шлюбі.

## Походження
Вперше свято почали відзначати в різних університетах Нанкіна в 90-тих роках XX століття. Воно отримало назву «День холостяків» через те, що дата проведення (11.11) складається з 4 одиниць, які символізують людей, котрі не перебувають в парі. Китай — країна, де серйозно ставляться до магії цифр, і вважається, що саме цей день є одним з найбільш сприятливих в році для нових знайомств і зав'язування стосунків. Після закінчення навчання молоді студенти розповсюдили це свято в суспільстві. Сьогодні день холостяків — особливий день для всієї молоді Китаю.

## Святкування
Найпопулярніший спосіб відзначити свято — пообідати зі своїм єдиним другом, але важливо, щоб кожен показав свою незалежність. Також люди проводять вечірки з побаченнями наосліп, щоб попрощатися зі своїм холостяцьким життям.

### Масові розпродажі
Впродовж останніх років склалася тенденція, що до цього магічного китайському свята багато торговельних центрів почали приурочувати свої розпродажі. І на сьогодні день 11 листопада в Китаї став схожий на відому американську «чорну п'ятницю», що не дивно, оскільки в цей день, крім усталених традиційних знижок, можна знайти неймовірні пропозиції. Наприклад, 2013 рік відзначився тим, що найспритнішим покупцям давався шанс купити пляшку класу люкс знаменитої китайської горілки «Маотай» всього за 1 юань, тоді як звичайна роздрібна ціна може досягати 2000 юанів, що становить трохи менше ніж 300 американських доларів. Також, крім китайських компаній, в цей день свої знижки активно надають й велика кількість провідних західних та американських компаній, що дає можливість придбати товари їхніх брендів у китайському інтернеті. Серед таких іноземних виробників зокрема: Procter & Gamble, Adidas, Nike, Unilever та інші.
2013 рік у цей день відзначився ще й тим, що найбільший онлайн-продавець Alibaba Group поширив сучасну практику проведення розпродажів до «дня холостяків» і на Інтернет. Таким чином, дата 11.11.2013 ознаменувалася тим, що Китай встановив світовий рекорд онлайн-продажів в Інтернеті, зібравши понад 19,1 мільярда юанів (3,1 мільярда доларів) в загальній сумі здійснених угод тільки за першу годину роботи. Ця цифра перевершила показники 24 годин продажів минулого 2012 року.
Слід зазначити, що розпродажі швидко стали здебільшого номінальними, лише частина товару продається дійсно за нижчими цінами, ніж зазвичай.

### Історія свята Шопінга
Зараз день холостяків вже має й інше значення. Підприємства Китаю створили свято мережевого шопінгу для всіх користувачів інтернету.
11 листопада 2009 року спільно з 27 великими продавцями найбільший онлайн-торговець AlibabaGroup, якому належать відомі в Китаї і за кордоном онлайн-майданчики Taobao, Tmall і AliExpress, а також платіжна система AliPay, вперше запустили в Інтернеті масштабні розпродажі. У цей день обсяг продажів перевищив 50 млн юанів. За тогочасним курсом це близько 7 млн дол. США — скромна за сьогоднішніми мірками сума. Відтоді 11 листопада стало офіційною датою, коли на онлайн-майданчиках Tmall, Taobao, а також багатьох інших проходять найбільші в році розпродажі.
У 2010 р обсяг продажів на онлайн-майданчиках Tmall і Taobao в день 11.11 досяг 936 млн юанів. У 2015 г. — 91,217 млрд юанів.
У 2018 році обсяг інтернет-продажів на платформі T-mall за один день 11 листопада склав 213,5 млрд юанів. Це новий рекорд з того моменту, як платформа T-mall, яка належить китайському гігантові електронної комерції Alibaba Group, стала проводити 11 листопада Фестиваль шопінгу.